# Neal Arden
Neal Arden (27 de dezembro de 1909 — 4 de junho de 2014) foi um escritor e ator inglês, que apareceu em filmes, programas de televisão, produções teatrais e programas de rádio. Arden também escreveu peças de teatro e canções. Arden nasceu em Fulham, Londres. Em 2005, ele publicou sua autobiografia, intitulada A Man of Many Parts. Em 2003, Arden se aposentou em Anglia Oriental com sua esposa Julia. Arden faleceu no dia 4 de junho de 2014.